# Astana Open 2021
Astana Open 2021 là một giải quần vợt chuyên nghiệp thi đấu trên mặt sân cứng trong nhà. Đây là lần thứ 2 (nam) và lần thứ 1 (nữ) giải đấu được tổ chức. Giải đấu diễn ra ở Nur-Sultan, Kazakhstan, từ ngày 20–26 tháng 9 ở giải đấu nam, và từ ngày 27 tháng 9 đến ngày 2 tháng 10 ở giải đấu nữ.

## Nội dung đơn ATP

### Hạt giống
| Quốc gia | Tay vợt          | Xếp hạng1 | Hạt giống |
| -------- | ---------------- | --------- | --------- |
| RUS      | Aslan Karatsev   | 25        | 1         |
| KAZ      | Alexander Bublik | 34        | 2         |
| SRB      | Dušan Lajović    | 36        | 3         |
| SRB      | Filip Krajinović | 37        | 4         |
| AUS      | John Millman     | 43        | 5         |
| FRA      | Benoît Paire     | 48        | 6         |
| SRB      | Laslo Đere       | 50        | 7         |
| BLR      | Ilya Ivashka     | 53        | 8         |

- Bảng xếp hạng vào ngày 13 tháng 9 năm 2021.

### Vận động viên khác
Đặc cách:
- Mikhail Kukushkin
- Timofey Skatov
- Fernando Verdasco

Vượt qua vòng loại:
- Evgeny Donskoy
- Marc Polmans
- Dmitry Popko
- Elias Ymer

### Rút lui
- Cristian Garín → thay thế bởi  Ričardas Berankis
- Adrian Mannarino → thay thế bởi  Daniel Elahi Galán
- Mackenzie McDonald → thay thế bởi  Carlos Taberner

## Nội dung đôi ATP

### Hạt giống
| Quốc gia | Tay vợt           | Quốc gia | Tay vợt              | Xếp hạng1 | Hạt giống |
| -------- | ----------------- | -------- | -------------------- | --------- | --------- |
| MEX      | Santiago González | ARG      | Andrés Molteni       | 112       | 1         |
| KAZ      | Andrey Golubev    | KAZ      | Aleksandr Nedovyesov | 117       | 2         |
| BRA      | Marcelo Demoliner | BRA      | Rafael Matos         | 126       | 3         |
| SWE      | André Göransson   | ITA      | Andrea Vavassori     | 143       | 4         |

- Bảng xếp hạng vào ngày 13 tháng 9 năm 2021

### Vận động viên khác
Đặc cách: 
- Alexander Bublik /  Daniil Golubev
- Dmitry Popko /  Timofey Skatov

### Rút lui
Trước giải đấu
- Nathaniel Lammons /  Mackenzie McDonald → thay thế bởi  Andre Begemann /  Nathaniel Lammons

## Nội dung đơn WTA

### Hạt giống
| Quốc gia | Tay vợt             | Xếp hạng1 | Hạt giống |
| -------- | ------------------- | --------- | --------- |
| KAZ      | Yulia Putintseva    | 49        | 1         |
| BEL      | Alison Van Uytvanck | 55        | 2         |
| FRA      | Kristina Mladenovic | 65        | 3         |
| BEL      | Greet Minnen        | 75        | 4         |
| CRO      | Ana Konjuh          | 77        | 5         |
| SWE      | Rebecca Peterson    | 78        | 6         |
| RUS      | Varvara Gracheva    | 82        | 7         |
| FRA      | Clara Burel         | 91        | 8         |

- Bảng xếp hạng vào ngày 20 tháng 9 năm 2021.

### Vận động viên khác
Đặc cách:
- Anna Danilina
- Zhibek Kulambayeva
- Anastasia Potapova

Bảo toàn thứ hạng:
- Vitalia Diatchenko
- Vera Lapko
- Mandy Minella

Vượt qua vòng loại:
- Katie Boulter
- Yuliya Hatouka
- Aleksandra Krunić
- Lesia Tsurenko
- Natalia Vikhlyantseva
- Anastasia Zakharova

### Rút lui
Trước giải đấu
- Irina-Camelia Begu → thay thế bởi  Ekaterine Gorgodze
- Polona Hercog → thay thế bởi  Jaqueline Cristian
- Nao Hibino → thay thế bởi  Vitalia Diatchenko
- Anhelina Kalinina → thay thế bởi  Stefanie Vögele
- Nuria Párrizas Díaz → thay thế bởi  Mandy Minella
- Liudmila Samsonova → thay thế bởi  Jule Niemeier
- Anna Karolína Schmiedlová → thay thế bởi  Kristýna Plíšková
- Nina Stojanović → thay thế bởi  Anna-Lena Friedsam
- Clara Tauson → thay thế bởi  Lesley Pattinama Kerkhove
- Vera Zvonareva → thay thế bởi  Vera Lapko

## Nội dung đôi WTA

### Hạt giống
| Quốc gia | Tay vợt            | Quốc gia | Tay vợt             | Xếp hạng1 | Hạt giống |
| -------- | ------------------ | -------- | ------------------- | --------- | --------- |
| BEL      | Greet Minnen       | BEL      | Alison Van Uytvanck | 138       | 1         |
| RUS      | Anna Blinkova      | KAZ      | Anna Danilina       | 149       | 2         |
| GER      | Anna-Lena Friedsam | ROU      | Monica Niculescu    | 160       | 3         |
| RUS      | Varvara Gracheva   | GEO      | Oksana Kalashnikova | 235       | 4         |

- Bảng xếp hạng vào ngày 20 tháng 9 năm 2021

### Vận động viên khác
Đặc cách: 
- Gozal Ainitdinova /  Zhibek Kulambayeva
- Sofiya Chursina /  Yekaterina Dmitrichenko

### Rút lui
Trước giải đấu
- Natela Dzalamidze /  Kamilla Rakhimova → thay thế bởi  Natela Dzalamidze /  Kaja Juvan
- Vivian Heisen /  Kimberley Zimmermann → thay thế bởi  Vitalia Diatchenko /  Yana Sizikova
- Oksana Kalashnikova /  Miyu Kato → thay thế bởi  Varvara Gracheva /  Oksana Kalashnikova
- Aleksandra Krunić /  Nina Stojanović → thay thế bởi  Rutuja Bhosale /  Emily Webley-Smith

## Nhà vô địch

### Đơn nam
- Kwon Soon-woo đánh bại  James Duckworth, 7–6(8–6), 6–3

### Đơn nữ
- Alison Van Uytvanck đánh bại  Yulia Putintseva, 1–6, 6–4, 6–3.

### Đôi nam
- Santiago González /  Andrés Molteni đánh bại  Jonathan Erlich /  Andrei Vasilevski, 6–1, 6–2

### Đôi nữ
- Anna-Lena Friedsam /  Monica Niculescu đánh bại  Angelina Gabueva /  Anastasia Zakharova 6–2, 4–6, [10–5]